# Eruca vesicaria
La ruchetta (in usi regionali rughetta) o rucola, o anche ruca (Eruca vesicaria (L.) Cav.), è una pianta erbacea annuale della famiglia delle Brassicacee.

## Descrizione

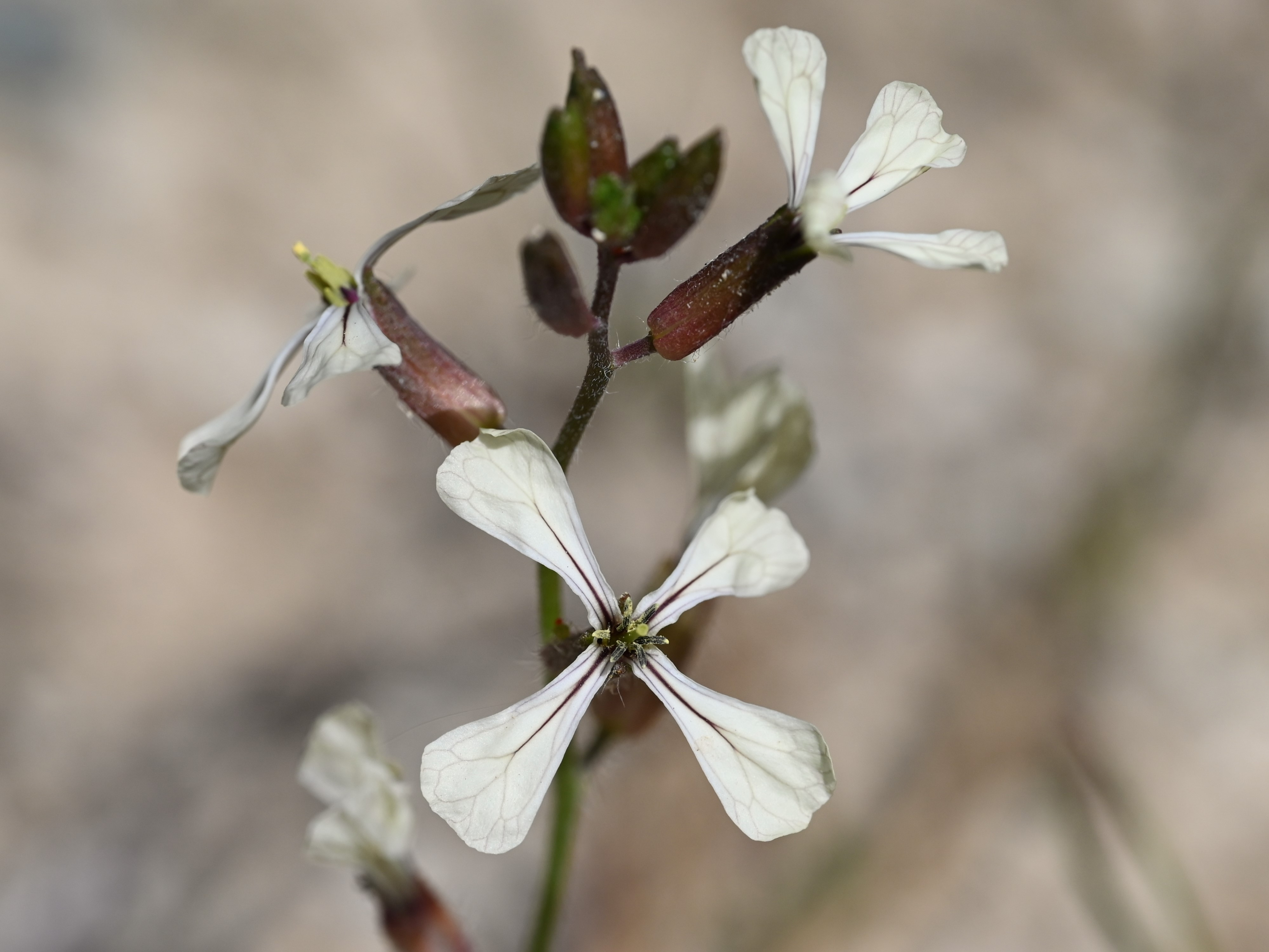
Fiore di rucola

La rucola è una pianta annuale che può raggiungere il metro di altezza. Le foglie pennate sono profondamente lobate con quattro-dieci piccoli lobi laterali e un grande lobo terminale. I fiori sono disposti a corimbo, con la tipica struttura floreale delle Brassicaceae. I petali sono bianco crema con venature viola e gli stami sono gialli. Il frutto è una siliqua contenente numerosi semi.

## Distribuzione e habitat
La rucola è originaria dell'area del bacino del Mediterraneo e dell'Asia centro-occidentale. Oggi è coltivata anche in altre parti del mondo.
Cresce fino agli 800 m s.l.m., in terreni fertili e sabbiosi. Condizioni di gelo mite ostacolano la crescita della pianta e colorano le foglie verdi di rosso. Se il clima è caldo, le piante raggiungono la maturità in 40-50 giorni.
La specie cresce tipicamente su terreno asciutto e disturbato. Costituisce una fonte di cibo per le larve di alcune specie di falene. Le sue radici sono suscettibili all'infestazione da parte di nematodi.

## Usi
Le foglie sono usate a scopo culinario e apprezzate per il loro sapore deciso e sin dai tempi dei romani, in Italia la rucola cruda veniva aggiunta alle insalate. Spesso viene aggiunta come guarnizione sulla pizza alla fine o subito dopo la cottura. In Puglia, si cucina la rucola assieme ai "cavatiéddi", aggiungendo grandi quantità di rucola tritata grossolanamente alla pasta condita con una salsa di pomodoro e pecorino. La rucola viene utilizzata anche come condimento per salumi e pesce. In tutta Italia viene utilizzata come insalata assieme ai pomodori e con burrata, bocconcini, mozzarella di bufala o mozzarella. A Roma la rucola viene utilizzata negli straccetti, un piatto di fettine sottili di manzo con rucola cruda e parmigiano.
Anche i semi possono essere usati per esempio per sostituire i semi di senape in ambito domestico, o per ricavarne un olio dal gusto gradevole.

## Piante simili
Viene chiamata rughetta anche la rughetta selvatica (Diplotaxis tenuifolia (L.) DC.), una piantina perenne dal sapore molto simile.